# Inhacamba
Isla de Inhacamba o conocida simplemente como Inhacamba (en portugués: Ilha Inhacamba) es el nombre de una isla fluvial en el país africano de Mozambique. Ocupa una superficie de 340 km², está situada en la desembocadura del Río Zambeze, en la Provincia de Zambezia en el centro del país, cerca de la Reserva Nacional Marromeu en las coordenadas geográficas 18°40′05″S 36°8′06″E / -18.66806, 36.13500